# Illot Gros de na Llarga
L'illot de na Llarga, illot Gros de na Llarga, o simplement illot Gros és un illot de la costa mallorquina situat al terme de Campos, a 360 metres davant la platja del Coto. És anomenat illot de na Llarga per situarar-se a escassos 120 metres al nord de l'illa de na Llarga. Té una forma en planta allargada (60 m. de llargada per 12 d'amplada) i lleugerament cuminada i segueix la direcció nord-est. Té un relleu suau, de tan sols 1 metre d'alçària, i és completament rocós i improvist de vegetació. Tot i estar davant les costes de la Colònia de Sant Jordi, forma part del municipi de Campos, del qual és el segon illot en superfície. Juntament amb na Llarga formen un petit arxipèlag i agrupació d'esculls baixos que dificulten el trànsit marítim als voltants de la punta des Tords, però que en canvi protegeixen de temporals la petita platja del coto.
Aquest illot, l'illa de na Llarga i les aigües circumdants estan protegides, ja que formen part del Parc Natural Maritimoterrestre des Trenc - Salobrar de Campos.